# 思考のレッスン
『思考のレッスン』（しこうのレッスン）は、丸谷才一の著書。「考え方のコツ、究極の読書法、文章の書き方の極意」をインタビュー形式で語る指南書。インタビュアーは、文藝春秋の元社員で『文學界』編集長も務めた湯川豊。
1999年9月30日、文藝春秋より刊行された。表紙の絵は和田誠。2002年10月10日、文春文庫として文庫化された。
版元は異なるが、2010年5月に丸谷は『文学のレッスン』（新潮社）という、やはりインタビュー形式の本を出版している。

## 内容
レッスン1　思考の型の形成史
マルクス主義について、丸谷は、賛成するにせよ反対するにせよどちらにしても買いかぶりだと述べる。
「イギリス人なんか、マルクシズムをそんなに大したものだなんて、ちっとも考えてませんよ。そんなにマルクス主義が大切なら、左翼的文藝評論なんか書いているより、ロシアのスパイになるほうが話は早い。そういうのがイギリスの知識人の考え方ですね」
レッスン2　私の考え方を励ましてくれた三人
表題の「三人」は、中村真一郎、ミハイル・バフチン、山崎正和のこと。
レッスン3　思考の準備
小林秀雄について丸谷は次のように語る。
「ランボーに対する小林さんの態度は、文学論的というよりはむしろ人生論的だった」「『本居宣長』という本があります。あれは僕はどうもよくわからないし、僕が知っている宣長と関係がないことが書いてある、変な本なんですけれど、あの本の中の宣長も妙に人生論的な宣長で、文学論的な宣長ではない」
レッスン4　本を読むコツ
「読書のコツは、実にくだらないところにあるんですね。たとえば英和辞典を寝室、居間、その他というふうに家の中に何冊も置く。手を伸ばせば届くところに辞書があれば、ちょっとしたことでも辞書を引くようになる。当り前だけれども、引かないでじっと考えているより、ずっとよくわかるんです」
レッスン5　考えるコツ
自分の疑問を人に話すことは勧めないと丸谷は説く。「そんなことを他人に話したって、だいたい相手にされない」「相手にされないと、『これはあまりいい疑問じゃないのかなあ』と自信をなくして、せっかくの疑問が育たないままで終わってしまう」「一番大事なのは、謎を自分の心に銘記して、常になぜだろう、どうしてだろうと思い続ける」
レッスン6　書き方のコツ
「文章で一番大事なことは何か？ それは最後まで読ませるということです。当り前のようだけど、これがむずかしい」